# 구라하시촌
구라하시촌(일본어: 倉梯村)은 일본 교토부 가사군에 설치되었던 촌이다. 현재의 마이즈루시에 해당한다.

## 역사
- 1889년 4월 1일 - 정촌제 시행에 의해 7촌의 구역을 가지고 성립하였다.
- 1906년 7월 1일 - (오아자 기타스이, 하마, 미조시리, 모리, 유키나가), 시라쿠촌의 일부가 분립해, 성립하였다.
- 1938년 8월 1일 - 나카마이즈루정, 신마이즈루정, 요호로촌, 시라쿠촌과 합병해 히가시마이즈루시가 성립, 동일 구라하시촌은 폐지되었다.

## 참고문헌
- 가도카와 일본 지명 대사전 26 京都府